# Drapeau d'Ottawa
Le drapeau d'Ottawa porte en son centre un « O » stylisé, qui est censé représenter à la fois une feuille d'érable (symbole du Canada) et la Tour de la Paix et l'édifice au centre du parlement (pour symboliser Ottawa). L'intention était d'avoir un drapeau à l'apparence à la fois simple et festive.
Le drapeau porte les couleurs bleu et vert choisies pour représenter la nouvelle ville d'Ottawa. Le bleu représente les rivières et autres cours d'eau de la région d'Ottawa. Le vert représente les nombreux espaces verts ainsi que la qualité de vie dans la région. Le drapeau fut adopté le 1er janvier 2001 à la suite de la création de la nouvelle ville d'Ottawa par la fusion de l'ancienne ville d'Ottawa avec les municipalités environnantes.
L'ancien drapeau d'Ottawa était un drapeau tricolore violet, rouge et bleu. Ce drapeau avait été adopté en 1901 et était le plus ancien drapeau municipal au Canada lorsqu'il fut remplacé. Les trois couleurs devaient représenter la monarchie (violet), le Parti libéral (rouge) et le Parti conservateur (bleu). Toutefois, le drapeau n'était pas populaire à cause de son apparence. En 1987, les armoiries de la ville furent rajoutées au centre du drapeau pour tenter de l'améliorer. Il n'y eut pas grand controverse lorsque le conseil de transition a décidé d'adopter un nouveau drapeau pour la ville.

## Source
- (en) Cet article est partiellement ou en totalité issu de l’article de Wikipédia en anglais intitulé « Flag of Ottawa » (voir la liste des auteurs).